# BB&T Field
O BB&T Field é um estádio localizado em Winston-Salem, Carolina do Norte, Estados Unidos, possui capacidade total para 31.500 pessoas, é a casa do time de futebol americano universitário Wake Forest Demon Deacons football da Universidade Wake Forest. O estádio foi inaugurado em 1966.